# Ryania angustifolia
Ryania angustifolia är en videväxtart som först beskrevs av Porphir Kiril Nicolai Stepanowitsch Turczaninow, och fick sitt nu gällande namn av Joseph Vincent Monachino. Ryania angustifolia ingår i släktet Ryania och familjen videväxter. Inga underarter finns listade i Catalogue of Life.